# Kostel Panny Marie Prostřednice všech milostí (Bad Schandau)
Kostel Panny Marie Prostřednice všech milostí (německy Kirche Maria, Mittlerin aller Gnaden) je římskokatolický filiální kostel v saském lázeňském městě Bad Schandau. Původní klasicistní vila pochází z roku 1886 a roku 1927 byla vysvěcena jako kostel.

## Historie
Původní klasicistní Villa Rudolph byla postavena roku 1886 podle plánů drážďanského architekta Christiana Friedricha Arnolda (1823–1890). Ta sloužila jako ubytování pro ruské diplomaty, kteří zde pobývali v létě během návštěv saských králů v místních lázních. Po první světové válce ztratila své opodstatnění a význam. V roce 1924 ji proto za částku 32 000 říšských marek odkoupila římskokatolická církevní obec a ještě téhož roku se v budově uskutečnila první mše svatá. Roku 1927 byla v Bad Schandau zřízena samostatná farnost a téhož roku vysvětil 1. června vilu upravenou na kostel míšeňský biskup Christian Schreiber (1872–1933). Mezi lety 1932 a 1948 byla místní farnost spojena s königsteinskou. Roku 1966 došlo k rozšíření modlitebního sálu na kapacitu 80 míst.
Kostel je chráněný jako kulturní památka pod číslem 09222136 a je využíván k pravidelným nedělním bohoslužbám. Od roku 2018 náleží k Římskokatolické farnosti Pirna.

## Popis
Budova vznikla jako klasicistní vila v petrohradském (ruském) stylu. Dvoupatrová stavba stojí na obdélném půdorysu. Hlavní fasádu člení výrazné nosníky s vysokými okny v přízemí a iónské sloupy v lodžii v patře. Nad nimi stojí jednoduchý trojúhelníkový štít. Výraznými prvky interiéru jsou dřevěný oltářní kříž a dvě sochy světců. V patře je umístěn byt faráře.

## Okolí kostela
Vpravo od kostela stojí secesní výtah z roku 1904 spojující Bad Schandau s místní částí Ostrau. Přibližně 400 metrů západním směrem stojí evangelický městský kostel svatého Jana. Necelých 200 metrů jihozápadně ústí zprava do Labe řeka Křinice a 500 metrů severozápadně začíná tramvajová trať Dráha Křinického údolí.